# Trilogía Americana
Una trilogía Americana ("An American Trilogy") es una canción medley de 1972 arreglada por el compositor de música country Mickey Newbury y popularizada por Elvis Presley quien la incluyó como un número de espectacular despliegue sinfónico en sus rutinarios conciertos. Al ser una trilogía, el tema se compone de tres segmentos líricos y musicales conformados por canciones populares del siglo XIX.
- "Dixie" — una canción popular del estilo folk acerca del Sur de los Estados Unidos
- "The Battle Hymn of the Republic"  (El himno de batalla de la república) un himno en ritmo de marcha militar del Ejército de la Unión durante la guerra civil norteamericana
- "All My Trials" (Todas mis pruebas) — una canción de cuna de las Bahamas relacionada con el sentimiento afroamericano ampliamente usada como música folk revival.

## Interpretaciones
Presley comenzó a cantar "Una Trilogía Americana" en conciertos, a partir de Enero de 1972, grabando una versión en vivo que fue editada por RCA como disco simple. Presley modificó la versión de Newbury repitiendo la melodía luego del verso "All My Trials"  con un solo de flauta con la secuencia de "Dixie" y con un final mucho más grandilocuente en "Battle Hymn". Él interpretó este medley en 1972 durante su gira dentro de los Estados Unidos, editada fílmicamente bajo l título de Elvis on tour, película ganadora de un globo de oro. Si bien al comienzo la canción no había logrado la misma popularidad que tuviera originalmente la versión de Newbury, esta se convirtió en un éxito de Elvis luego de que la incluyera en el repertorio de su concierto vía satélite Aloha from Hawaii de 1973 logrando un puesto # 8 y # 11 en los charts de Reino Unido y Suecia respectivamente.
La versión de Elvis se convirtió en un tema con un despliegue sinfónico a diferencia de su versión original compilada por Newbury que consistía en un estilo más vinculado al folk y con acompañamiento acústico.
El disco simple incluyó en su lado B el tema "Te first time ever I saw your face" alcanzando en el Reino Unido con 200.000 copias vendidas, el premio disco de plata. Por otro lado, el álbum del concierto Aloha from Hawaii donde se incluyó por primera vez esta canción, alcanzó el puesto # 1 tanto de los álbumes pop del Billboard como del UK charts alcanzando la certificación de quíntuple platino en 2002.

## La versión de Elvis Presley en los charts
| Chart (1972)                | Peak position |
| --------------------------- | ------------- |
| Sweden                      | 11            |
| UK Singles Chart            | 8             |
| US Billboard Hot 100        | 66            |
| US Billboard Easy Listening | 31            |
| US Cash Box Top 100         | 73            |

## En la cultura popular
Kurt Russell en el rol de Elvis interpreta Una trilogía Americana al final del telefilme Elvis dirigido por John Carpenter en 1979. También se incluyó este tema en la película Elvis de 2022. La banda de heay metal Manowar gravó el tema en 2002 incluyéndolo en su álbum Warriors of the World. También el cantante country Billy "Crash" Craddock logró una versión en vivo del mismo en 2009. En 2015 la Royal Philharmonic Orchestra hizo un rreglo de esta canción para incluirla en el álbum "If I can dream"